# 冯鹏志
冯鹏志（1967年11月—），男，汉族，四川南充人，中华人民共和国政治人物。现任中央党校（国家行政学院）哲学部主任、教授、博士生导师、校务（院务）委员会委员。第十四届全国政协委员。